# Ron Geesin
Ronald Frederick Geesin (17 de diciembre de 1943 en Stevenston, Escocia) es un músico multinstrumentista y compositor. Es popular por sus colaboraciones en la suite "Atom Heart Mother" de Pink Floyd, y en Music from The Body, con Roger Waters. También ha grabado una buena cantidad de discos como solista.

## Discografía
- A Raise of Eyebrows (1967)
- Atom Heart Mother (1970)
- Music from The Body (1970) (con Roger Waters)
- Electrosound (1972)
- As He Stands (1973)
- Electrosound (volume 2) (1975)
- Patruns (1975)
- Atmospheres (1977)
- Right Through (1977)
- Magnificent Machines (1988)
- Funny Frown (1991)
- Bluefuse (1993)
- Hystery (1994)
- Land of Mist (1995)
- A Raise of Eyebrows/As He Stands (1995)
- Right Through and Beyond (2003)
- Biting The Hand (2008)
- Roncycle1 (2011)